# Drei Schwedinnen in Oberbayern
Drei Schwedinnen in Oberbayern ist deutsches Sex- und Filmlustspiel aus dem Jahre 1977 von Sigi Rothemund (als Siggi Götz).

## Handlung
Irgendwo in Oberbayern führt Otto Gruber mit seiner Frau Olga das Hotel zur Post. Doch die Herberge läuft nicht gut, und Otto hat Schulden gemacht. Jetzt hat der „preußische“ Finanzmakler Müller-Meyerfall kurzfristig die ohne Wissen seiner herrischen Gattin aufgenommenen Kredite gekündigt, und Otto muss sehen, wie er schnellstens den Laden wieder in Schwung bringt. Fesche, hübsche und freizügige Mädchen müssen her, meint Otto, denn schon immer galt: Sex Sells! Wer würde sich da besser eignen als hübsche, blonde Schwedinnen, von denen es heißt, sie seien allen sexuellen Vergnügen aufgeschlossen, überall, zu jeder Zeit und besonders im Freien? So reist Otto mit seinem Spezi Alois zu einer Fremdenverkehrsmesse nach Stockholm, um für das Hotel Gruber zu werben und auf Mädchenpirsch zu gehen.
In einem Nachtclub lernen Otto und Alois die hübschen Blondinen Birgit, Vivi und Ulla kennen, die die beiden mit ihrem sexy Gesangsauftritt verzaubern. Die drei Schwedinnen erklären sich bereit, Otto und Alois aus der schwedischen Hauptstadt in die bajuwarische Einöde zu folgen. Sie sollen einerseits mit nackten Tatsachen für ein ausgebuchtes Haus sorgen, was ihnen bald auch gelingt, andererseits aber auch den zähen Kreditgeber solange sexuell becircen, bis dieser „weichgekocht“ ist. Kaum in der bayerischen Provinz angekommen, machen die knapp bekleideten Frauen die dortige Männerwelt nur mit ihrem Spaziergang durch das Dorf zum nächsten Badesee völlig wuschig. Der Pfarrer ergreift angesichts der im See planschenden Mädels Reißaus. Bald aber kommt Olga Ottos Machenschaften auf die Spur und angelt sich selbst den „Saupreiß“, nachdem sie sich persönlich von seiner Manneskraft überzeugt hat, und brennt mit ihm durch.

## Produktionsnotizen
Die 22 Drehtage umfassenden Dreharbeiten zu Drei Schwedinnen in Oberbayern fanden vom 4. Juli bis zum 28. Juli 1977 in Reith, Alpbach (Tirol) und München statt. Die Fertigstellung des Films erfolgte am 15. September 1977, uraufgeführt wurde Drei Schwedinnen in Oberbayern am 7. Oktober 1977 im Münchner Stachus-Kino-Center.
Das Drehbuch verfasste Lisa-Film-Produktionsleiter Erich Tomek unter dem Pseudonym Florian Burg, zusammen mit Sigi Rothemund. Otto W. Retzer hatte die Aufnahmeleitung, Carl Schenkel war Regieassistent. Die Kostüme entwarf Rolf Albrecht.

## Vorbilder und Nachwirkungen
Schwedische Skandalfilme wie Sie tanzte nur einen Sommer (1951) und Das Schweigen (1963) initiierten das Klischee von den besonders freizügigen Schwedinnen. Nach Drei Schwedinnen in Oberbayern produzierte Karl Spiehs noch Hurra, die Schwedinnen sind da (1978) und Drei Schwedinnen auf der Reeperbahn (1980), während sein Schweizer Produzentenkollege Erwin C. Dietrich darauf mit fünf Sechs-Schwedinnen-Filmen (1979–1983) reagierte.

## Kritik
„Eine schwachsinnige Posse.“

„Sagt mehr über die Kleinbürgerlichkeit (und Unschuld) der Bundesrepublik aus, als ihr lieb ist.“